# Sainte-Flaive-des-Loups

Sainte-Flaive-des-Loups este o comună în departamentul Vendée, Franța. În 2009 avea o populație de 2,052 de locuitori.